# Тускуэка (муниципалитет)
Тускуэка (исп. Tuxcueca) — муниципалитет в Мексике, в штате Халиско, с административным центром в одноимённом посёлке. Численность населения, по данным переписи 2020 года, составила 6702 человека.

## Общие сведения
Название Tuxcueca с языка науатль можно перевести двояко: место шумных кроликов или место изготовления кроличьих юбок.
Площадь муниципалитета равна 132,4 км², что составляет 0,2 % от общей площади штата, а наиболее высоко расположенное поселение Эль-Саусито находится на высоте 1979 метров.
Тускуэка граничит с другими муниципалитетами штата Халиско: на востоке с Тисапан-эль-Альто, на юго-востоке с Ла-Мансанилья-де-ла-Пасом, на юге с Консепсьон-де-Буэнос-Айресом и Теокуитатлан-де-Короной, на западе с Хокотепеком, а на севере омывается водами озера Чапала.

## Учреждение и состав
Муниципалитет был образован 20 апреля 1886 года, по данным 2020 года в его состав входит 20 населённых пунктов, самые крупные из которых:
| Код INEGI                  | Населённый пункт                                                                          | Численность населения (2005 год) | Численность населения (2010 год) | Численность населения (2020 год) |
| -------------------------- | ----------------------------------------------------------------------------------------- | -------------------------------- | -------------------------------- | -------------------------------- |
| 107                        | Всего                                                                                     | 5765                             | 6316                             | 6702                             |
| 0008                       | Сан-Луис-Соятлан (исп. San Luis Soyatlán) 20°11′48″ с. ш. 103°18′18″ з. д.                | 3097                             | 3512                             | 3814                             |
| 0001                       | Тускуэка (исп. Tuxcueca) 20°09′18″ с. ш. 103°11′06″ з. д. (административный центр)        | 1261                             | 1295                             | 1424                             |
| 0004                       | Эль-Тепегуахе (исп. El Tepeguaje) 20°10′16″ с. ш. 103°12′48″ з. д.                        | 487                              | 532                              | 552                              |
| 0009                       | Сан-Николас-де-Акунья (исп. San Nicolás de Acuña) 20°11′16″ с. ш. 103°15′06″ з. д.        | 283                              | 299                              | 270                              |
| 0047                       | Пуруагуа-де-Рамон-Корона (исп. Puruagua de Ramón Corona) 20°09′06″ с. ш. 103°09′26″ з. д. | 251                              | 298                              | 256                              |
| 0002                       | Лас-Себольяс (исп. Las Cebollas) 20°05′42″ с. ш. 103°10′32″ з. д.                         | 149                              | 141                              | 130                              |
| —                          | Прочие                                                                                    | 237                              | 239                              | 256                              |
| Названия на карте Генштаба |                                                                                           |                                  |                                  |                                  |

## Природные ресурсы
Муниципалитет располагает следующими ресурсами:
- 400 гектар леса, преимущественно состоящие из таких видов деревьев как сосна и дуб;

- минеральные — месторождения извести и камня.

## Экономическая деятельность
По статистическим данным 2000 года, работоспособное население занято по секторам экономики в следующих пропорциях:
- сельское хозяйство, животноводство и рыбная ловля — 2,5 %;
- промышленность и строительство — 33,1 %;
- торговля, сферы услуг и туризма — 61,8 %;
- безработные — 2,6 %.

## Инфраструктура
По статистическим данным 2020 года, инфраструктура развита следующим образом:
- электрификация: 99,4 %;
- водоснабжение: 95 %;
- водоотведение: 98,7 %.